# 만나르구

만나르 구

만나르구(싱할라어: මන්නාරම දිස්ත්‍රික්කය, 타밀어: மன்னார் மாவட்டம்)는 스리랑카를 구성하는 25개 구 가운데 하나로 행정 중심지는 만나르이며 면적은 1,996km2, 인구는 99,051명(2012년 기준)이다. 행정 구역상으로는 북부 주에 속한다.